# Karlaplan

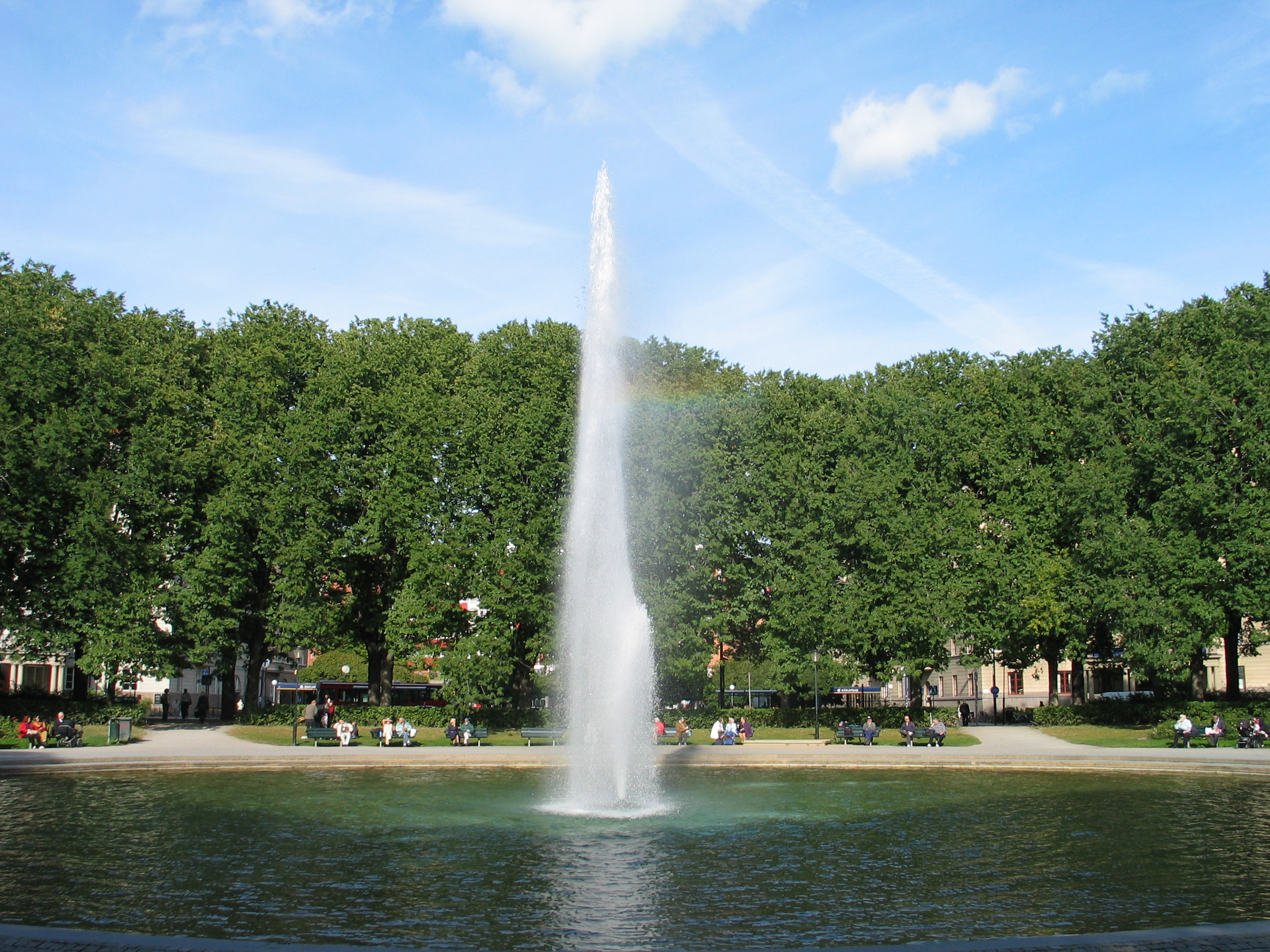
Karlaplan

Karlaplan é um parque-praça no distrito municipal de Östermalm, Estocolmo.
Karlaplan foi fundado nos finais do século XIX, sendo inspirada no padrão das ruas de Paris. A praça é uma homenagem em honra de todos os reis suecos como: Karl X Gustav, Karl XI e Karl XII. August Strindberg viveu em Karlaplan de 1901 a 1908. Durante a Primeira Guerra Mundial, o parque foi usado para cultivar legumes.
É servido pela Estação Karlaplan do Metropolitano de Estocolmo.